# Andrea Caracciolo
Andrea Caracciolo (Milano, 18 settembre 1981) è un dirigente sportivo ed ex calciatore italiano, di ruolo attaccante, dal 2022 presidente del Lumezzane.
Ha principalmente legato la sua carriera al Brescia, squadra della quale è il secondo calciatore con più presenze (418) e il primo per gol realizzati (179); è inoltre il quarto miglior marcatore nella storia della Serie B con 132 reti (più tre in incontri di play-off), nonché il primo per reti messe a segno con una sola squadra.

## Biografia
Nato a Milano da una famiglia meridionale e cresciuto a Cesano Boscone, ha il diploma di elettrotecnico. È tifoso del Milan e prima di diventare un calciatore professionista seguiva spesso le partite a San Siro. La famiglia di Caracciolo ha praticato il calcio: il padre, originario di Reggio Calabria, fu centrocampista in varie squadre lombarde; il fratello Vincenzo giocò nel Varese; lo zio Fortunato fu premiato come miglior giocatore in un'edizione del Torneo di Viareggio.
È soprannominato Airone per il suo caratteristico modo di esultare iniziato dopo che un giornale sportivo di Perugia titolò un articolo su di lui: Vola airone!.
È sposato con Gloriana Falletta e ha due figli gemelli, Beatrice e Riccardo, nati il 5 ottobre 2011.

## Caratteristiche tecniche
Attaccante completo, forte fisicamente e nel gioco aereo. In grado di fare reparto da solo, predilige proteggere palla per far salire la squadra favorendo i compagni con le sponde. Nonostante la stazza – che lo rende pericoloso sui cross e i calci da fermo – è dotato di una buona tecnica individuale. Oltre a saper giocare con entrambi i piedi, all'occorrenza può agire da seconda punta. Nel suo repertorio oltre al senso del goal, rientra la freddezza dagli undici metri. Si dimostra un abile rigorista, ha messo a segno 50 penalty su 61 calciati.

## Carriera

### Club

#### Inizi
Andrea Caracciolo da ragazzo giocava nel ruolo di difensore centrale. Iniziò nelle giovanili del Milan in cui militò dagli 8 ai 13 anni. Militò poi nelle giovanili della Solbiatese e dell'Alcione. A cambiargli il ruolo in attaccante fu Paolo Sollier, allenatore del Sancolombano. Crebbe calcisticamente proprio nel Sancolombano, in Serie D, all'epoca denominata "Campionato Nazionale Dilettanti". In seguito si trasferì al Como, in Serie C1, che lo girò in prestito alla Pro Vercelli, in Serie C2.

#### Brescia e Perugia
Nel 2001 fu notato dal Brescia, che lo tesserò. Caracciolo esordì ventenne in Serie A - sotto la gestione di Carlo Mazzone - in data 6 gennaio 2002, nella partita persa 2-1 contro il Bologna al Dall'Ara. I suoi primi due gol in massima serie sono datati 3 marzo 2002, nella partita contro il Piacenza, in cui batté due volte il portiere piacentino Guardalben (2-2).
Nell'agosto 2002 venne tesserato dal Perugia con la formula del prestito secco; la stagione trascorsa in Umbria non fu però molto proficua: disputò 22 partite segnando sole due reti. A fine stagione tornò a Brescia. Nella stagione 2003-2004 segnò 12 reti e nella stagione 2004-2005 segnò altre 12 reti, per un totale di 24 reti in 65 presenze in massima serie.

#### Palermo
Venne acquistato dal Palermo il 1º luglio 2005 ed il calciatore firmò un contratto quinquennale; alle Rondinelle vennero versati 8 milioni di euro più l'intero cartellino di Possanzini. Nella stagione 2005-2006, con la maglia numero 29, il suo rendimento fu altalenante; tuttavia risultò il miglior marcatore stagionale rosanero con 11 reti. Nella stagione successiva, con la maglia numero 10 sulle spalle, deluse un po' le attese: venne utilizzato perlopiù come rimpiazzo e giocò regolarmente solo dopo l'infortunio di Amauri. Le sue prestazioni furono talvolta contestate dalla tifoseria palermitana.
Durante l'esperienza in Sicilia, Caracciolo ha trovato le prime marcature in ambito europeo, realizzandone due: la prima in Coppa UEFA 2005-2006 all'Anorthosis e l'altra in Coppa UEFA 2006-2007 contro il West Ham. Caracciolo in 81 partite mise a segno 17 reti con la maglia del Palermo tra il campionato e le partite giocate nelle Coppe.
L'esperienza di Caracciolo in rosanero non si rivelò tra le più positive, per sua stessa ammissione anche a causa del proprio carattere e della giovane età.

#### Sampdoria
Nel corso dell'estate del 2007 venne acquistato in comproprietà dalla Sampdoria per la cifra di 4 milioni di euro. Nei suoi pochi mesi a Genova non brillò particolarmente: partì solo 6 volte da titolare e siglò un'unica rete, in Cagliari-Sampdoria, terminata 3-0 per i blucerchiati. Indossava la maglia numero 29. Il suo scarso utilizzo fu dovuto più che altro agli acquisti dei pariruolo Vincenzo Montella e Antonio Cassano.

#### Ritorno a Brescia
Nel gennaio del 2008 è stato acquistato dal Brescia, società di Serie B, per 7 milioni di euro: 3,5 sono andati nelle casse dei blucerchiati, gli altri 3,5 nelle casse dei rosanero. Tornato a Brescia con la volontà di ripartire da un ambiente che conosceva, ha di fatto rinunciato all'importante ingaggio degli scozzesi dei Rangers. Ha esordito il 2 febbraio contro il Grosseto (partita vinta 4-1 al Rigamonti) bagnando il debutto con un gol. Tra gennaio e maggio 2008 ha collezionato 15 presenze segnando 7 reti; ha segnato anche un gol in 2 presenze nei play-off per la promozione in A per un totale di 17 presenze e 8 reti. Nella stagione 2008-2009 ha segnato 15 reti in 31 presenze. Ha giocato anche i 4 incontri dei play-off per la promozione senza segnare, per un totale di 35 presenze e 15 reti. Il 24 ottobre 2009 ha segnato una tripletta contro l'AlbinoLeffe ed il 23 gennaio 2010 un'altra contro il Crotone.
Nella stagione 2009-2010 ha ritrovato la forma migliore ritornando ad essere un bomber prolifico. In assenza di Davide Possanzini, ha indossato la fascia di capitano delle Rondinelle. Conclude la stagione 2009-2010 con 24 reti segnate nel campionato regolare che lo piazzano secondo nella classifica marcatori (ex aequo con Pinilla, Antenucci e Bianchi) dietro a Éder (27). Nei play-off per la promozione in Serie A gioca tutte e quattro le partite e segna una rete su calcio di rigore (peraltro decisiva ai fini del risultato) nella finalissima contro il Torino disputatasi il 13 giugno 2010 allo Stadio Mario Rigamonti (vittoria 2-1). Il Brescia ottiene la promozione in Serie A e Caracciolo conclude la stagione da capocannoniere della squadra (25 reti).
Nella stagione 2010-2011 torna al gol in massima serie trasformando un calcio di rigore nella seconda giornata di campionato contro la sua ex squadra, il Palermo, nella partita terminata 3-2. Il 24 ottobre trova la centesima marcatura tra i professionisti, in occasione della partita Lecce-Brescia terminata 2-2. . Chiude la stagione con 33 presenze e 12 reti.

#### Genoa
Il 31 agosto 2011, ultimo giorno di calciomercato, passa al Genoa in compartecipazione. Esordisce in maglia rossoblu l'11 settembre in occasione di Genoa-Atalanta (2-2) della seconda giornata di campionato (la prima è stata rinviata); segna invece il suo primo gol nella partita pareggiata per 2-2 contro la Juventus a Torino il 22 ottobre (ottava giornata), realizzando il gol del pareggio finale.

#### Novara
Il 4 gennaio 2012 passa in prestito al Novara.
Debutta in maglia azzurra alla prima partita utile, ovvero Novara-Fiorentina (0-3) della 17ª giornata di campionato, giocando titolare e uscendo al 69' per far posto a Pablo Granoche. Il 12 febbraio seguente realizza la sua prima rete con la maglia del Novara decisiva per la vittoria in trasferta, la prima stagionale della squadra, contro l'Inter. Chiude la stagione con 18 presenze e un altro gol in Roma-Novara (5-2) della 30ª giornata, retrocedendo.
A fine stagione Brescia e Genoa non trovano un accordo risolvendo la compartecipazione alle buste: è il Brescia ad aggiudicarsi l'intero cartellino del giocatore.

#### Terzo ritorno a Brescia
Ritornato a Brescia per la terza volta, realizza nella prima partita ufficiale della stagione, Brescia-Cremonese (1-2), il gol del momentaneo pareggio. Il 4 maggio, nella partita contro l'Ascoli, realizza la sua quarta tripletta con la maglia bresciana, segnando anche il centesimo gol con le rondinelle. Il 18 maggio, segnando il gol del 2-0 contro il Varese, segna il suo 102º gol in campionato con la maglia delle rondinelle, eguagliando il record di Virginio De Paoli, miglior marcatore della storia biancazzurra, e superandolo nella successiva partita dei play-off contro il Livorno, del 22 maggio.
Il 4 giugno 2014 rinnova il contratto fino al 2017. Il 12 giugno 2015 rinnova fino al 2018. Il 27 ottobre 2015, nel match infrasettimanale Crotone-Brescia, gioca la partita numero 300 con la maglia della squadra lombarda. Per omaggiare questo traguardo, il 31 ottobre, prima di Brescia-Latina (dove è proprio lui a segnare l'unico goal dell'incontro), il giocatore ha ricevuto una maglia celebrativa con il numero a tre cifre. Il 19 dicembre 2015, nella sfida interna contro lo Spezia, realizza la rete numero 100 in Serie B, diventando il secondo calciatore (dopo Roberto Paci con la Lucchese negli anni novanta) ad aver realizzato almeno 100 gol in B con la stessa squadra. È il miglior cannoniere della storia del Brescia con 173 reti segnate campionato (179 totali in 418 gare ufficiali).
Il 30 giugno 2018, alla scadenza del contratto che lo legava al club bresciano, diventa ufficialmente svincolato.

#### Feralpisalò e Lumezzane
Il 12 luglio 2018 sottoscrive un contratto biennale con la Feralpisalò, squadra militante in Serie C. Il 7 ottobre 2018, segna la sua prima rete con la maglia dei Leoni del Garda, nella vittoria per 3-1 in casa contro il Teramo. A fine stagione risulta essere il miglior marcatore della squadra, con 12 reti segnate. Il 13 luglio 2020, dopo due anni in cui ha disputato 67 partite e realizzato 21 reti in tutte le competizioni, la Feralpisalò decide di non rinnovargli il contratto.
Il 28 luglio 2020, insieme all'ex compagno di squadra alla Feralpisalò Simone Pesce, viene tesserato dal Lumezzane, militante in Eccellenza. Ritiratosi dal calcio giocato un biennio dopo con 24 presenze e 24 gol realizzati con la squadra lombarda, assume successivamente ruoli dirigenziali per la stessa.

### Nazionale
Con la Nazionale Under-21 ha collezionato 10 presenze e una rete, siglata il 27 aprile 2004 a Trento in amichevole contro la Svezia under 21 (4-0). Ha vinto il campionato europeo Under-21 nel 2004.
Conta anche due presenze, senza reti, nella nazionale maggiore: una durante la gestione Lippi e una nel corso della gestione Donadoni.

### Dirigente
Il 12 aprile 2022, con la squadra promossa aritmeticamente in Serie D, appende gli scarpini al chiodo e viene scelto come nuovo direttore sportivo del Lumezzane venendo affiancato dal direttore tecnico Carlo Maria Zerminiani. Il 10 luglio seguente diventa presidente del Lumezzane, succedendo a Vincenzo Picchi. Nella stagione 2022-2023 la squadra di Caracciolo vince il girone B della Serie D tornando in Serie C dopo sei anni.

## Statistiche
Tra club, nazionale maggiore e nazionali giovanili, Andrea Caracciolo ha totalizzato globalmente 749 presenze segnando 258 reti, alla media di 0,34 gol a partita.

### Presenze e reti nei club
| Stagione            | Squadra             | Campionato          | Campionato | Campionato | Coppe nazionali | Coppe nazionali | Coppe nazionali | Coppe continentali | Coppe continentali | Coppe continentali | Altre coppe | Altre coppe | Altre coppe | Totale | Totale |
| Stagione            | Squadra             | Comp                | Pres       | Reti       | Comp            | Pres            | Reti            | Comp               | Pres               | Reti               | Comp        | Pres        | Reti        | Pres   | Reti   |
| ------------------- | ------------------- | ------------------- | ---------- | ---------- | --------------- | --------------- | --------------- | ------------------ | ------------------ | ------------------ | ----------- | ----------- | ----------- | ------ | ------ |
| 1998-1999           | Sancolombano        | CND                 | 23         | 3          | CI-D            | 0               | 0               | -                  | -                  | -                  | -           | -           | -           | 23     | 3      |
| 1999-2000           | Sancolombano        | D                   | 30         | 8          | CI-D            | 0               | 0               | -                  | -                  | -                  | -           | -           | -           | 30     | 8      |
| Totale Sancolombano | Totale Sancolombano | Totale Sancolombano | 53         | 11         |                 | 0               | 0               |                    | -                  | -                  |             | -           | -           | 53     | 11     |
| 2000-gen. 2001      | Como                | C1                  | 0          | 0          | CI-C            | 0               | 0               | -                  | -                  | -                  | -           | -           | -           | 0      | 0      |
| gen.-giu. 2001      | Pro Vercelli        | C2                  | 10         | 0          | CI-C            | -               | -               | -                  | -                  | -                  | -           | -           | -           | 10     | 0      |
| 2001-2002           | Brescia             | A                   | 7          | 2          | CI              | 1               | 0               | Int                | 3                  | 0                  | -           | -           | -           | 11     | 2      |
| 2002-2003           | Perugia             | A                   | 22         | 2          | CI              | 5               | 1               | -                  | -                  | -                  | -           | -           | -           | 27     | 3      |
| 2003-2004           | Brescia             | A                   | 31         | 12         | CI              | 0               | 0               | Int                | 3                  | 0                  | -           | -           | -           | 34     | 12     |
| 2004-2005           | Brescia             | A                   | 34         | 12         | CI              | 1               | 0               | -                  | -                  | -                  | -           | -           | -           | 35     | 12     |
| 2005-2006           | Palermo             | A                   | 35         | 9          | CI              | 5               | 1               | CU                 | 6                  | 1                  | -           | -           | -           | 46     | 11     |
| 2006-2007           | Palermo             | A                   | 29         | 5          | CI              | 2               | 0               | CU                 | 6                  | 1                  | -           | -           | -           | 37     | 6      |
| Totale Palermo      | Totale Palermo      | Totale Palermo      | 64         | 14         |                 | 7               | 1               |                    | 12                 | 2                  |             | -           | -           | 83     | 17     |
| 2007-gen. 2008      | Sampdoria           | A                   | 12         | 1          | CI              | 2               | 0               | Int+CU             | 2+4                | 0                  | -           | -           | -           | 20     | 1      |
| gen.-giu. 2008      | Brescia             | B                   | 15+2       | 7+1        | CI              | -               | -               | -                  | -                  | -                  | -           | -           | -           | 17     | 8      |
| 2008-2009           | Brescia             | B                   | 31+4       | 15         | CI              | 2               | 2               | -                  | -                  | -                  | -           | -           | -           | 37     | 17     |
| 2009-2010           | Brescia             | B                   | 35+4       | 24+1       | CI              | 1               | 0               | -                  | -                  | -                  | -           | -           | -           | 40     | 25     |
| 2010-2011           | Brescia             | A                   | 33         | 12         | CI              | 0               | 0               | -                  | -                  | -                  | -           | -           | -           | 33     | 12     |
| 2011-gen. 2012      | Genoa               | A                   | 12         | 1          | CI              | 0               | 0               | -                  | -                  | -                  | -           | -           | -           | 12     | 1      |
| gen.-giu. 2012      | Novara              | A                   | 19         | 2          | CI              | -               | -               | -                  | -                  | -                  | -           | -           | -           | 19     | 2      |
| 2012-2013           | Brescia             | B                   | 37+2       | 16+1       | CI              | 1               | 1               | -                  | -                  | -                  | -           | -           | -           | 40     | 18     |
| 2013-2014           | Brescia             | B                   | 32         | 18         | CI              | 1               | 1               | -                  | -                  | -                  | -           | -           | -           | 33     | 19     |
| 2014-2015           | Brescia             | B                   | 29         | 14         | CI              | 3               | 2               | -                  | -                  | -                  | -           | -           | -           | 32     | 16     |
| 2015-2016           | Brescia             | B                   | 32         | 11         | CI              | 0               | 0               | -                  | -                  | -                  | -           | -           | -           | 32     | 11     |
| 2016-2017           | Brescia             | B                   | 35         | 14         | CI              | 0               | 0               | -                  | -                  | -                  | -           | -           | -           | 35     | 14     |
| 2017-2018           | Brescia             | B                   | 37         | 13         | CI              | 2               | 0               | -                  | -                  | -                  | -           | -           | -           | 39     | 13     |
| Totale Brescia      | Totale Brescia      | Totale Brescia      | 388+12     | 170+3      |                 | 12              | 6               |                    | 6                  | 0                  |             | -           | -           | 418    | 179    |
| 2018-2019           | Feralpisalò         | C                   | 31+5       | 12         | CI+CI-C         | 1+1             | 0               | -                  | -                  | -                  | -           | -           | -           | 38     | 12     |
| 2019-2020           | Feralpisalò         | C                   | 22+1       | 8          | CI+CI-C         | 3+3             | 1+0             | -                  | -                  | -                  | -           | -           | -           | 29     | 9      |
| Totale Feralpisalò  | Totale Feralpisalò  | Totale Feralpisalò  | 53+6       | 20         |                 | 8               | 1               |                    | -                  | -                  |             | -           | -           | 67     | 21     |
| 2020-2021           | Lumezzane           | Ecc                 | 9+1        | 7          | CI-DL           | 3               | 6               | -                  | -                  | -                  | -           | -           | -           | 13     | 13     |
| 2021-2022           | Lumezzane           | Ecc                 | 14         | 8          | CI-DL           | 0               | 0               | -                  | -                  | -                  | -           | -           | -           | 14     | 8      |
| Totale Lumezzane    | Totale Lumezzane    | Totale Lumezzane    | 23+1       | 15         |                 | 3               | 6               |                    | -                  | -                  |             | -           | -           | 27     | 21     |
| Totale carriera     | Totale carriera     | Totale carriera     | 675        | 239        |                 | 37              | 15              |                    | 24                 | 2                  |             | -           | -           | 736    | 256    |

### Cronologia presenze e reti in nazionale
| Cronologia completa delle presenze e delle reti in nazionale ― Italia | Cronologia completa delle presenze e delle reti in nazionale ― Italia | Cronologia completa delle presenze e delle reti in nazionale ― Italia | Cronologia completa delle presenze e delle reti in nazionale ― Italia | Cronologia completa delle presenze e delle reti in nazionale ― Italia | Cronologia completa delle presenze e delle reti in nazionale ― Italia | Cronologia completa delle presenze e delle reti in nazionale ― Italia | Cronologia completa delle presenze e delle reti in nazionale ― Italia |
| Data                                                                  | Città                                                                 | In casa                                                               | Risultato                                                             | Ospiti                                                                | Competizione                                                          | Reti                                                                  | Note                                                                  |
| --------------------------------------------------------------------- | --------------------------------------------------------------------- | --------------------------------------------------------------------- | --------------------------------------------------------------------- | --------------------------------------------------------------------- | --------------------------------------------------------------------- | --------------------------------------------------------------------- | --------------------------------------------------------------------- |
| 17-11-2004                                                            | Messina                                                               | Italia                                                                | 1 – 0                                                                 | Finlandia                                                             | Amichevole                                                            | -                                                                     | 65’                                                                   |
| 16-8-2006                                                             | Livorno                                                               | Italia                                                                | 0 – 2                                                                 | Croazia                                                               | Amichevole                                                            | -                                                                     | 68’                                                                   |
| Totale                                                                |                                                                       | Presenze                                                              | 2                                                                     |                                                                       | Reti                                                                  | 0                                                                     |                                                                       |

| Cronologia completa delle presenze e delle reti in nazionale ― Italia under 21 | Cronologia completa delle presenze e delle reti in nazionale ― Italia under 21 | Cronologia completa delle presenze e delle reti in nazionale ― Italia under 21 | Cronologia completa delle presenze e delle reti in nazionale ― Italia under 21 | Cronologia completa delle presenze e delle reti in nazionale ― Italia under 21 | Cronologia completa delle presenze e delle reti in nazionale ― Italia under 21 | Cronologia completa delle presenze e delle reti in nazionale ― Italia under 21 | Cronologia completa delle presenze e delle reti in nazionale ― Italia under 21 |
| Data                                                                           | Città                                                                          | In casa                                                                        | Risultato                                                                      | Ospiti                                                                         | Competizione                                                                   | Reti                                                                           | Note                                                                           |
| ------------------------------------------------------------------------------ | ------------------------------------------------------------------------------ | ------------------------------------------------------------------------------ | ------------------------------------------------------------------------------ | ------------------------------------------------------------------------------ | ------------------------------------------------------------------------------ | ------------------------------------------------------------------------------ | ------------------------------------------------------------------------------ |
| 17-5-2002                                                                      | Basilea                                                                        | Italia under 21                                                                | 1 – 1                                                                          | Portogallo under 21                                                            | Europeo Under-21 2002 - Gruppo A                                               | -                                                                              | 75’                                                                            |
| 25-5-2002                                                                      | Zurigo                                                                         | Rep. Ceca under 21                                                             | 3 – 2 gg                                                                       | Italia under 21                                                                | Europeo Under-21 2002 - Semifinale                                             | -                                                                              | 90’                                                                            |
| 20-8-2002                                                                      | Grosseto                                                                       | Italia under 21                                                                | 0 – 2                                                                          | Germania under 21                                                              | Amichevole                                                                     | -                                                                              | 46’                                                                            |
| 6-9-2002                                                                       | Baku                                                                           | Azerbaigian under 21                                                           | 0 – 3                                                                          | Italia under 21                                                                | Qual. Europeo Under-21 2004                                                    | -                                                                              | 46’                                                                            |
| 19-11-2002                                                                     | Giulianova                                                                     | Italia under 21                                                                | 0 – 3                                                                          | Turchia under 21                                                               | Amichevole                                                                     | -                                                                              | 46’ 63’                                                                        |
| 17-2-2004                                                                      | Atene                                                                          | Grecia under 23                                                                | 1 – 1                                                                          | Italia under 21                                                                | Amichevole                                                                     | -                                                                              | 77’                                                                            |
| 30-3-2004                                                                      | Melgaço                                                                        | Portogallo under 21                                                            | 1 – 3                                                                          | Italia under 21                                                                | Amichevole                                                                     | -                                                                              |                                                                                |
| 27-4-2004                                                                      | Trento                                                                         | Italia under 21                                                                | 4 – 0                                                                          | Svezia under 21                                                                | Amichevole                                                                     | 1                                                                              | 32’                                                                            |
| 1-6-2004                                                                       | Bochum                                                                         | Italia under 21                                                                | 1 – 0                                                                          | Croazia under 21                                                               | Europeo Under-21 2004 - Gruppo A                                               | -                                                                              |                                                                                |
| Totale                                                                         |                                                                                | Presenze                                                                       | 9                                                                              |                                                                                | Reti                                                                           | 1                                                                              |                                                                                |

## Palmarès

### Club
- Eccellenza: 1

Lumezzane: 2021-2022 (girone C)

### Nazionale
- Torneo Quattro Nazioni: 1

2001-2002
- Campionato d'Europa Under-21: 1

Germania 2004